# Khorramdarreh (shahrestan)
Khorramdarreh (persiska: شهرستان خرمدرِه, Shahrestān-e Khorramdarreh, خرمدرِه) är en delprovins (shahrestan) i Iran.   Den ligger i provinsen Zanjan, i den nordvästra delen av landet, 210 km väster om huvudstaden Teheran.
Delprovinsen hade 67 951 invånare 2016.